# Francolí gorjagroc
El francolí gorjagroc (Pternistis leucoscepus) és una espècie d'ocell de la família dels fasiànids (Phasianidae) que habita praderies i terres de conreu del Sudan, Etiòpia, Eritrea, Djibouti, Somàlia, Kenya, nord-est d'Uganda i nord de Tanzània.